# Metrosideros polymorpha
Metrosideros polymorpha là một loài thực vật có hoa trong Họ Đào kim nương. Loài này được Gaudich. mô tả khoa học đầu tiên năm 1830.

## Hình ảnh

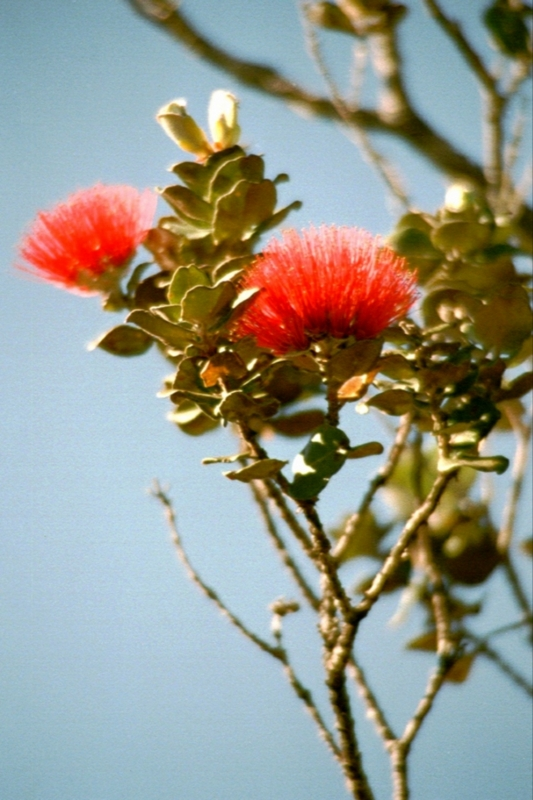
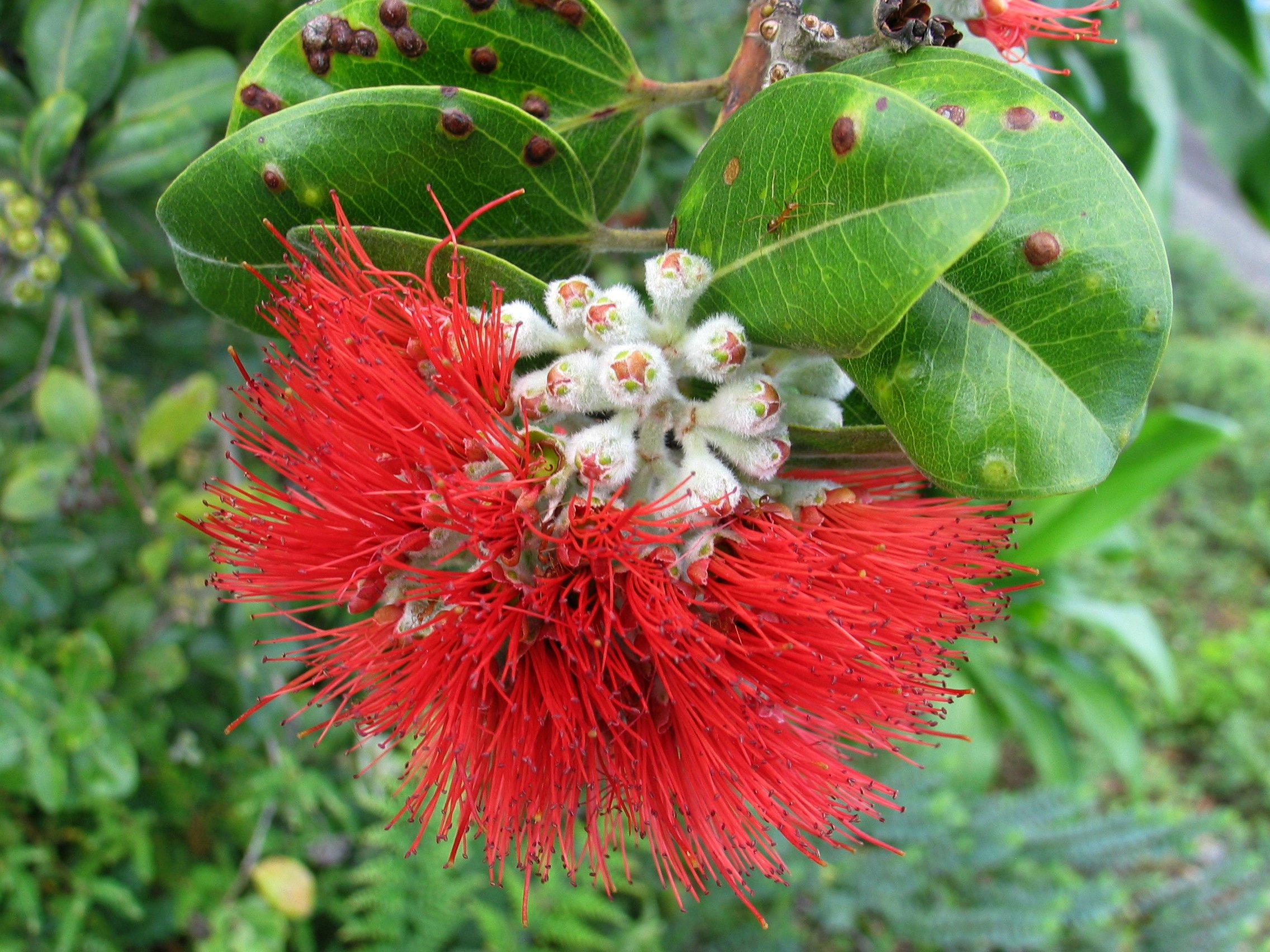
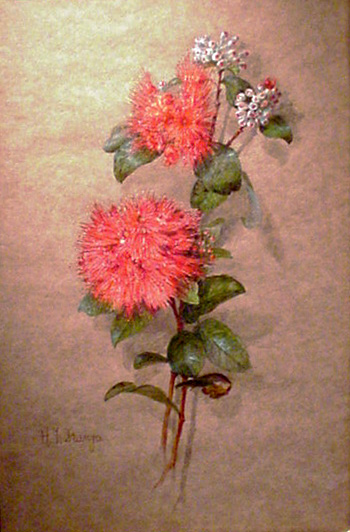
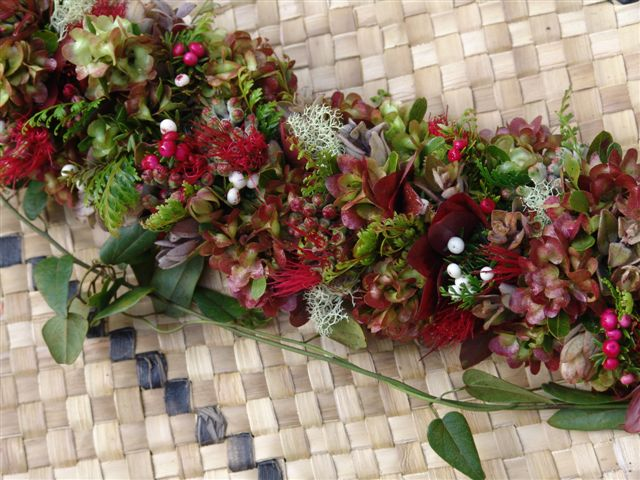